# Mai Shiraishi
Mai Shiraishi (Gunma, 20 agosto 1992) è un'attrice, modella, cantante e youtuber giapponese. È un ex membro del gruppo femminile idol giapponese Nogizaka46.

## Carriera
Dopo essersi diplomata al liceo, Shiraishi ha frequentato il college di musica poiché desiderava diventare una cantante. Più tardi, uno dei suoi insegnanti la convinse a fare un'audizione per Nogizaka46.
La carriera di cantante di Shiraishi è iniziata quando è stata accettata come uno dei membri della prima generazione del gruppo rivale ufficiale di AKB48, Nogizaka46, il 21 agosto 2011. Il 22 febbraio 2012 è stata scelta come uno dei membri del singolo di debutto del gruppo "Guruguru Curtain". Quando Nogizaka46 ha pubblicato il loro secondo singolo "Oide Shampoo", è stata ancora una volta scelta per esibirsi. La sua carriera come modella è iniziata quando ha partecipato al Girls Award 2012 Autunno/Inverno insieme all'ex compagna di band Nogizaka46 Nanase Nishino.
Shiraishi ha raggiunto un'ulteriore popolarità quando è apparsa nell'episodio del 1º gennaio 2013 di Count Down TV e nell'episodio del 16 marzo 2013 di Uma Zuki!. Shiraishi è stato un presentatore permanente di quest'ultimo dall'episodio del 5 gennaio 2013 e Bachi Bachi Elekiteru dall'episodio del 16 aprile 2013.
Dal 23 marzo 2013 è diventata la più giovane modella della rivista di moda femminile Ray, edita da Shufonotomo.
Shiraishi è stata scelta come posizione centrale nei Nogizaka46 per il loro sesto singolo "Girl's Rule", pubblicato il 3 luglio 2013. Ha preso il posto di Rina Ikoma al centro.
Il 17 dicembre 2014, Shiraishi ha organizzato un evento per il suo primo libro fotografico, Seijun na Otona Shiraishi Mai. Shiraishi è il primo membro di Nogizaka46 a pubblicare un libro fotografico da solista. "Sono felice di essere la prima", ha detto. Il suo secondo libro fotografico, Mai Style, è stato pubblicato il 23 gennaio 2015. Si è classificato al quarto posto nella classifica generale dei libri Oricon e al primo posto nella categoria dei libri fotografici, vendendo 19.000 copie nella prima settimana.
Nel settembre 2016, Shiraishi ha interpretato un ruolo secondario nel film Ushijima the Loan Shark 3.
Il 7 febbraio 2017 è stato pubblicato il suo terzo libro fotografico da solista, Passport. È stato ristampato venti volte e il volume totale di stampa ha superato le 310.000 copie fino a giugno 2018. Inoltre, nella prima metà dell'anno 2018, ha fatto il maggior numero di apparizioni in spot televisivi tra tutti gli altri tarento in Giappone.
Shiraishi è stato responsabile della posizione centrale per il ventesimo singolo di Nogizaka46 "Synchronicity", che è stato pubblicato il 25 aprile 2018. Ha venduto 1.116.852 copie nella prima settimana.
Il 9 gennaio 2020, Shiraishi ha annunciato che si sarebbe diplomata al Nogizaka46 dopo l'uscita del loro 25º singolo, "Shiawase no Hogoshoku", con una performance d'addio durante il concerto del gruppo al Tokyo Dome in programma a maggio. Il 28 aprile ha annunciato che l'evento è stato posticipato a causa della pandemia di COVID-19. Il 20 agosto, la data dell'esibizione è stata riprogrammata per il 28 ottobre ed è stato un evento trasmesso in live streaming.
Ad agosto, Shiraishi ha lanciato il suo canale YouTube, chiamato "My Channel" (stilizzato in minuscolo e un omofono del suo nome di battesimo). Ad agosto 2021, ha raggiunto 1,35 milioni di abbonati.

## Discografia

### Singoli con i Nogizaka46
- Guruguru Curtain - 2012
- Oide Shampoo - 2012
- Hashire! Bicycle - 2012
- Seifuku no Mannequin - 2012
- Kimi no Na wa Kibō - 2013
- Girl's Rule - 2013
- Barrette - 2013
- Kizuitara Kataomoi - 2014
- Natsu no Free & Easy - 2014
- Nandome no Aozora ka? - 2014
- Inochi wa Utsukushii - 2015
- Taiyō Nokku - 2015
- Ima, Hanashitai Dareka ga Iru - 2015
- Harujion ga Sakukoro - 2016
- Hadashi de Summer - 2016
- Sayonara no Imi - 2016
- Influencer - 2017
- Nigemizu - 2017
- Itsuka Dekiru kara Kyō Dekiru - 2017
- Synchronicity - 2018
- Jikochū de Ikō! - 2018
- Kaerimichi wa Tōmawari Shitaku Naru - 2018
- Sing Out! - 2019
- Yoake Made Tsuyogaranakutemoii - 2019
- Shiawase no Hogoshoku - 2020
- Sekaijū no Rinjin yo - 2020

### Album con Nogizaka46
- Tōmei na Iro - 2015
- Sorezore no Isu - 2016
- Umarete Kara Hajimete Mita Yume - 2017
- Ima ga Omoide ni Naru made - 2019

## Filmografia

### Cinema
- Gekijō-ban Bad Boys J, regia di Takashi Kubota (2013)
- Ushijima the Loan Shark 3, regia di Masatoshi Yamaguchi (2016)
- Asahinagu, regia di Tsutomu Hanabusa (2017)
- Sumaho o otoshita dake nanoni: Toraware no satsujinki, regia di Hideo Nakata (2020)
- Usogui: Lie Eater, regia di Hideo Nakata (2022)
- Meitantei Conan - Halloween no hanayome - voce (2022)
- Zombie 100 - Cento cose da fare prima di non-morire, regia di Yusuke Ishida (2023)

### Televisione
- Umazuki! – serie TV, (2013–2016)[17]
- Bachi Bachi Elekiteru – serie TV, (2013)
- Kamen Teacher – serie TV, (2014)[18]
- Hatsumori Bemars – serie TV, (2015)
- Burning Flower – serie TV, (2015)
- True Horror Stories: Summer 2016 – serie TV, (2016)
- Kyabasuka Gakuen – serie TV, (2017)
- UmazuKingdom – serie TV, (2017-2018)
- Could Have Done It Committee – serie TV, (2018)
- Zettai Reido – serie TV, (2018)
- Where Have My Skirts Gone? – serie TV, (2019)
- Don't Call It Mystery – serie TV, (2022)
- Kazama Kimichika: Kyojo Zero – serie TV, (2023)

## Doppiatori italiani
Nelle versioni in italiano nelle opere in cui ha recitato, Mai Shiraishi è stata doppiata da:
- Elisa Giorgio in Zombie 100 - Cento cose da fare prima di non-morire